# قبو اوستو
قبو اوستو (به لاتین: Qobuüstü) یک منطقه مسکونی در جمهوری آذربایجان است که در شهرستان آق‌داش واقع شده است. قبو اوستو ۱۲۶۳ نفر جمعیت دارد.